# KTM Duke
KTM Duke ist ein Motorrad des österreichischen Motorradherstellers KTM.
Die einzylindrige Duke wurde von 1994 bis 1999, die Duke II von 1999 bis 2006 gebaut. Beide Modelle zusammen wurden insgesamt 12.550 Mal verkauft. Der Nachfolger der Duke II, die 690 Duke (inoffiziell Duke III), kam im Frühjahr 2008 auf den Markt. Mit Modelljahr 2012 (Duke IV) wurde der Stil stark in Richtung „Naked Bike“ verändert, um eine breitere Käuferschicht anzusprechen. Auch bekam die Duke 690 den überarbeiteten Motor (Doppelzündung, „Ride-By-Wire“ System) der bisherigen Duke 690 R sowie ein Antiblockiersystem (ABS). Mit der Einführung der 790 Duke kommt ein Zweizylindermotor in Reihe zum Einsatz. 2020 wird auf dieser Basis die 890 Duke R und ein Jahr später die 890 Duke vorgestellt.
Die mit einem V2-Motor ausgestattete KTM Super Duke wurde 2005 in den Markt eingeführt. Seit 2011 ergänzen die Modelle KTM 125 Duke, KTM 200 Duke und KTM 390 Duke die Duke-Baureihe nach unten; im September 2017 wurde die 250 Duke eingeführt.

## Duke

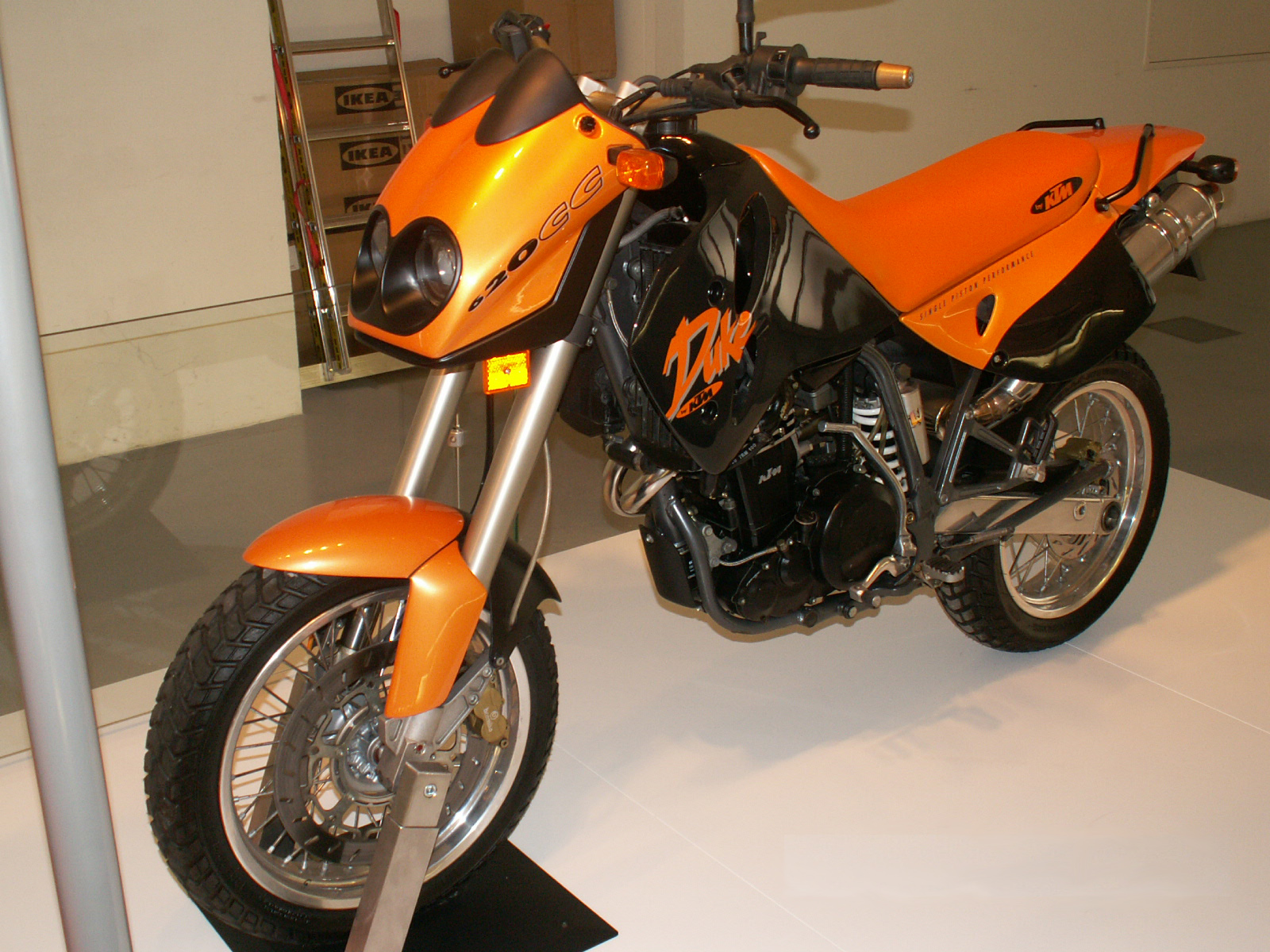
KTM 620 Duke

KTM konzipierte die Duke wegen der damals aufkommenden Supermoto-Welle und baute sie zu über 80 Prozent aus vorhandenen Serienteilen der Offroad-Modelle.
Die Duke wurde anfangs mit zwei unterschiedlichen Motorversionen angeboten – dem 609 cm³ LC4-Motor (bezeichnet als 620) und in einer Kleinserie mit dem 400 cm³ LC4-Motor. Die „First Edition“ bestand aus insgesamt 500 Maschinen, davon 450 Stück in der 620er- und 50 Stück in der 400er-Version. Es gab sie nur in der Farbe Orange.
Das Modelljahr 1995 erhielt einige Modifikationen wie die Bowdenzug-gesteuerte Dekompressionsautomatik und war ausschließlich in Schwarz erhältlich.
Im Jahr 1996 folgte eine weiter überarbeitete Version. Der Motor wurde modifiziert; er erhielt ein neues Motorengehäuse, zwei Ölpumpen, eine digitale Zündung und einen E-Starter. Die Farbe dieses Modelljahres war Gelb.
1997 machten strengere Abgasvorschriften einen ungeregelten Katalysator und ein Sekundärluft-System nötig. Als Farbe war Schwarz erhältlich.
1998 war das letzte Jahr der ersten Duke-Modellreihe. Es wurde wieder eine limitierte Auflage von 400 Stück gebaut. Sie hatte einen überarbeiteten Motor, ähnlich dem des Nachfolgemodells Duke II. Der Hubraum wurde durch eine neue Kurbelwelle mit 2 mm mehr Hub auf 625 cm³ angehoben. Die Farbe dieses Modelljahres war wieder Orange.
Beim indischen KTM-Partner Bajaj Auto in Pune werden seit 2011 die 125er, 2012 die 200er und 2013 die 390er Duke-Einzylinder unter KTM-Kontrolle gefertigt, konstruiert wurden diese 2007 in Mattighofen.

## 640 Duke II

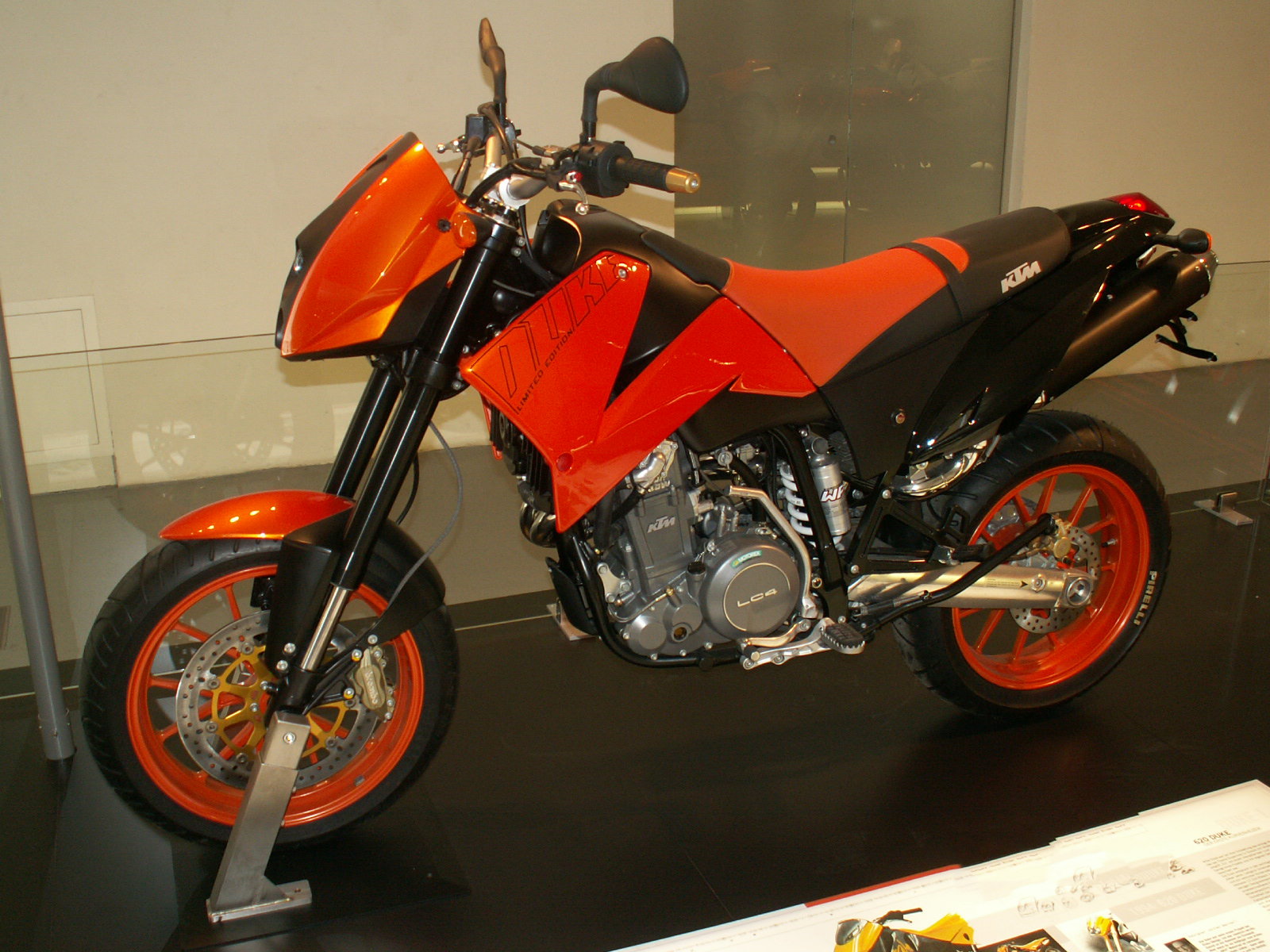
KTM 640 Duke II

1999 wurde ein komplett überarbeiteter Nachfolger der Duke vorgestellt, die 640 Duke II mit markanter Scheinwerfermaske. Der Einzylindermotor ist der seit 1998 verwendete 625-cm³-LC4, jetzt aber mit einer Doppelendschalldämpfer-Anlage und neuem Gleichdruckvergaser mit höherer Leistung bei allen Drehzahlen. Am Fahrwerk gab es leichtere Gussräder. Die Motorräder wurden teilweise wieder, je nach Farbe, in limitierter Auflage gebaut.
Die Farben der Duke II:
- 1999 „Titan“, „Lime Green“ (auf 555 Stück limitiert)
- 2000 „Titan“, „Lime Green“, „Orpheus Black“ (auf 500 Stück limitiert)
- 2001 „Lime Green“, „Chilli Red“ (auf 999 Stück limitiert)
- 2002 „Arctic White“, „Adrenalin Orange“, „Black“
- 2003 „Schwarz Silber“, „Adrenalin Orange“
- 2004 „Black“, „Yellow“
- 2005 „Black“, „Red“
- 2006/2007 Duke II Last Edition in „Orange“

Bis zum Jahr 2003 wurde praktisch keine Modellpflege betrieben, die einzigen Änderungen beschränkten sich auf neue Farben.
Im Jahr 2003 wurde die Duke II dann wieder überarbeitet. Der Motor wurde modifiziert und bekam neben einem geänderten Motorgehäuse und einen strömungsoptimierten „High-Flow“-Zylinderkopf (erkennbar an der grauen Farbe), der unter anderem größere Auslassventile hatte. Des Weiteren kamen eine hydraulisch betätigte Kupplung und eine schwimmend gelagerte vordere Bremsscheibe hinzu die Räder wurden nicht mehr von BBS, sondern von Brembo geliefert, womit sich auch die Bremsscheibenaufnahme vorne änderte.
2004 wurden wieder einige Änderungen vorgenommen. Nochmals strengere Abgasvorschriften machten ein Sekundärluftsystem nötig. Es gab eine neue Upside-down-Gabel und einen neuen Kupplungskorb.
2006 wurde die Produktion der Duke II eingestellt. Die Abverkäufe liefen noch bis ins Jahr 2007. Die einzig lieferbare Farbe war „Orange“ mit orangefarbenen Rädern (Bild).

## 690 Duke

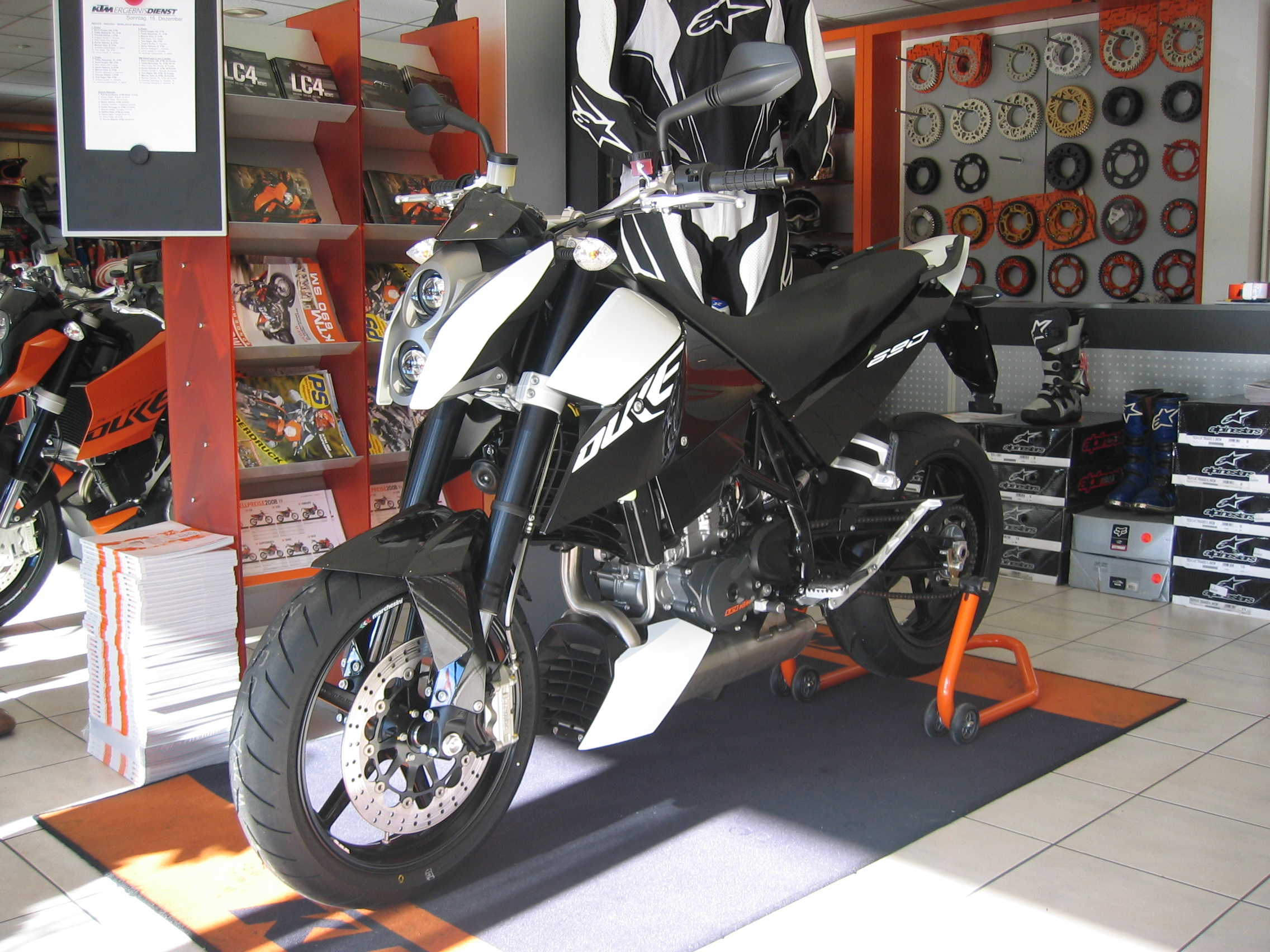
KTM 690 Duke III

Die 690 Duke, auch „Duke III“ genannt, wurde Ende September 2007 vorgestellt und ab dem Frühjahr 2008 verkauft.
Das Motorrad hat den Gitterrohrrahmen aus Chrom-Molybdän-Stahl (Gewicht knapp über 9 kg) und die Aluminium-Druckgussschwinge, die bereits im Modell 690 Supermoto Verwendung findet. Das Fahrwerk besteht aus einer voll einstellbaren 48 mm Upside-down-Gabel vorne und einem ebenfalls einstellbaren Zentral-Federbein hinten und bietet 140 mm Federwege. Beide Komponenten stammen von der KTM-Tochterfirma WP Suspensions.
Die vordere Bremse ist eine radial verschraubte Vierkolben-Festsattel-Bremse mit vier Einzelbelägen von Brembo und einer schwimmend gelagerten Bremsscheibe mit 320 mm Durchmesser. Hinten hat die 690 Duke eine Einkolben-Schwimmsattel-Bremse (ebenfalls von Brembo) mit einer 240-mm-Bremsscheibe.
Auffälliges Merkmal der 690 Duke ist der Under-engine-Schalldämpfer aus rostfreiem Edelstahl, der hinsichtlich der Konzentration der Massen um den Fahrzeugschwerpunkt Vorteile bietet und so einem besseren Handling dient.

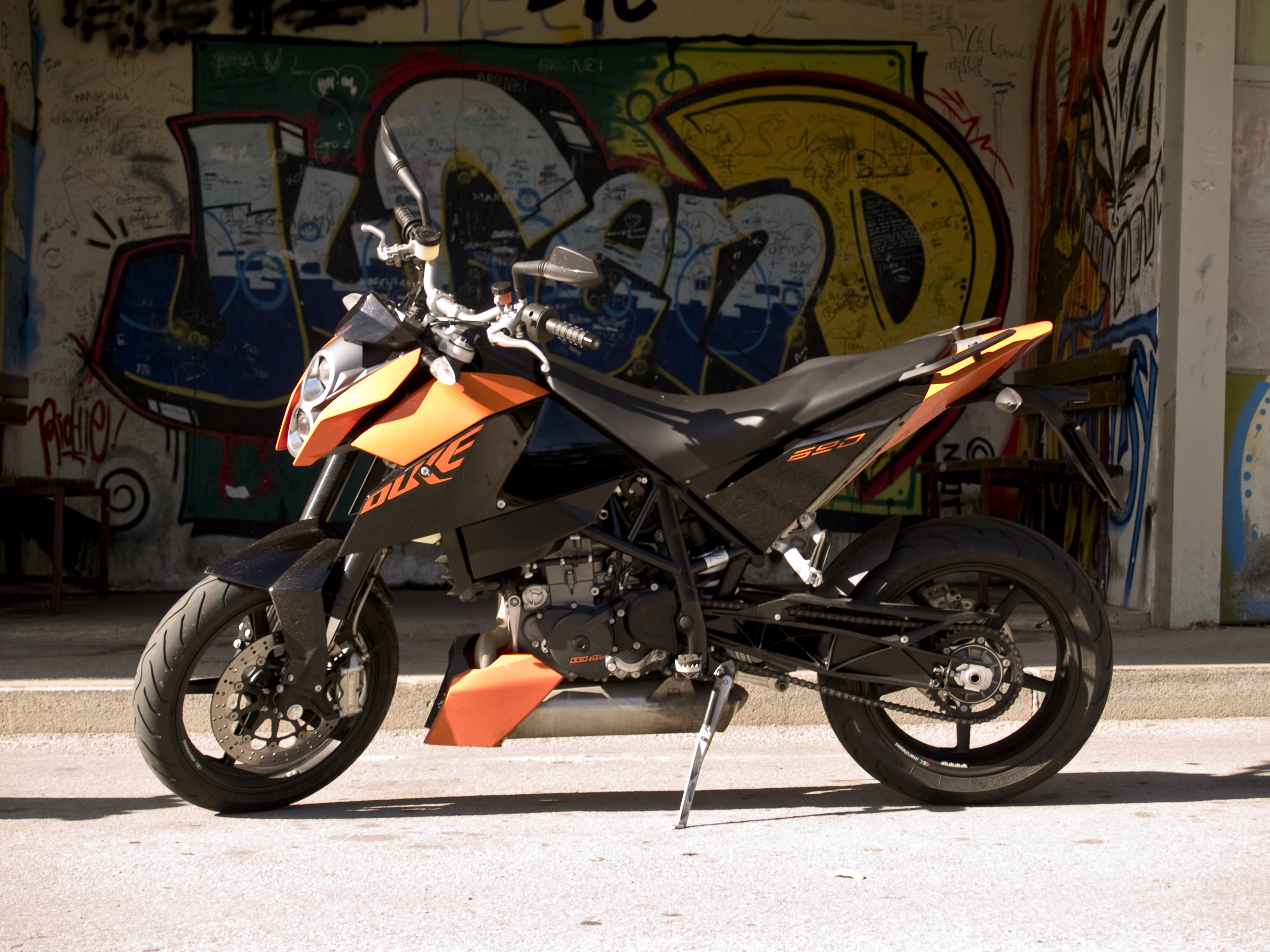
KTM 690 Duke III

Der komplett neue LC4-Motor mit einem Hubraum von 654 cm³ hat eine elektronische Keihin-EMS-Saugrohreinspritzung mit einer 46 mm Drosselklappe, die (zusätzlich zur Handbetätigung durch den Gasgriff) elektronisch angesteuert wird. Der Motor leistet in der 690 Duke maximal 48 kW (65 PS) und erreicht ein maximales Drehmoment von 67 Nm. Die Abgasreinigung übernimmt ein geregelter Katalysator. Über einen seitlich am Rahmen angebrachten Drehschalter ist es möglich, drei unterschiedliche Mappings zu wählen:
1. Soft: reduzierte Leistung für bessere Fahrbarkeit, geringe Lastwechselreaktionen
2. Sport: hierbei ist der Stellmotor der Drosselklappe praktisch linear mit der Gasgriffstellung geschaltet und bietet so eine aggressivere, direktere Leistungsentfaltung, jedoch mit starken Lastwechselreaktionen.
3. Standard: normales Motormanagement mit normalen Lastwechselreaktionen und ausgeglichenem Ansprechverhalten

Eine hydraulisch betätigte Mehrscheiben-Ölbad-Anti-Hopping-Kupplung, ein klauengeschaltetes 6-Gang-Getriebe und eine X-Ring-Kette übertragen die Leistung vom Motor zum Hinterrad.
Die ersten beiden Farbvarianten sind Orange/Schwarz und Weiß/Schwarz.
Die 690 Duke R wurde ab dem Modelljahr 2010 zusätzlich als eine sportlicher ausgerichtete Variante mit einem Hubraum von 690 cm³ angeboten. Bei gleicher Bohrung wurde der Hub verlängert. Die Nennleistung des Motors beträgt 51,5 kW (70 PS) bei 7500/min, das maximale Drehmoment 70 Nm. Der Rahmen ist orangefarben, die Kunststoffteile sind schwarz/weiß/orange gehalten.

## 690 Duke 2012

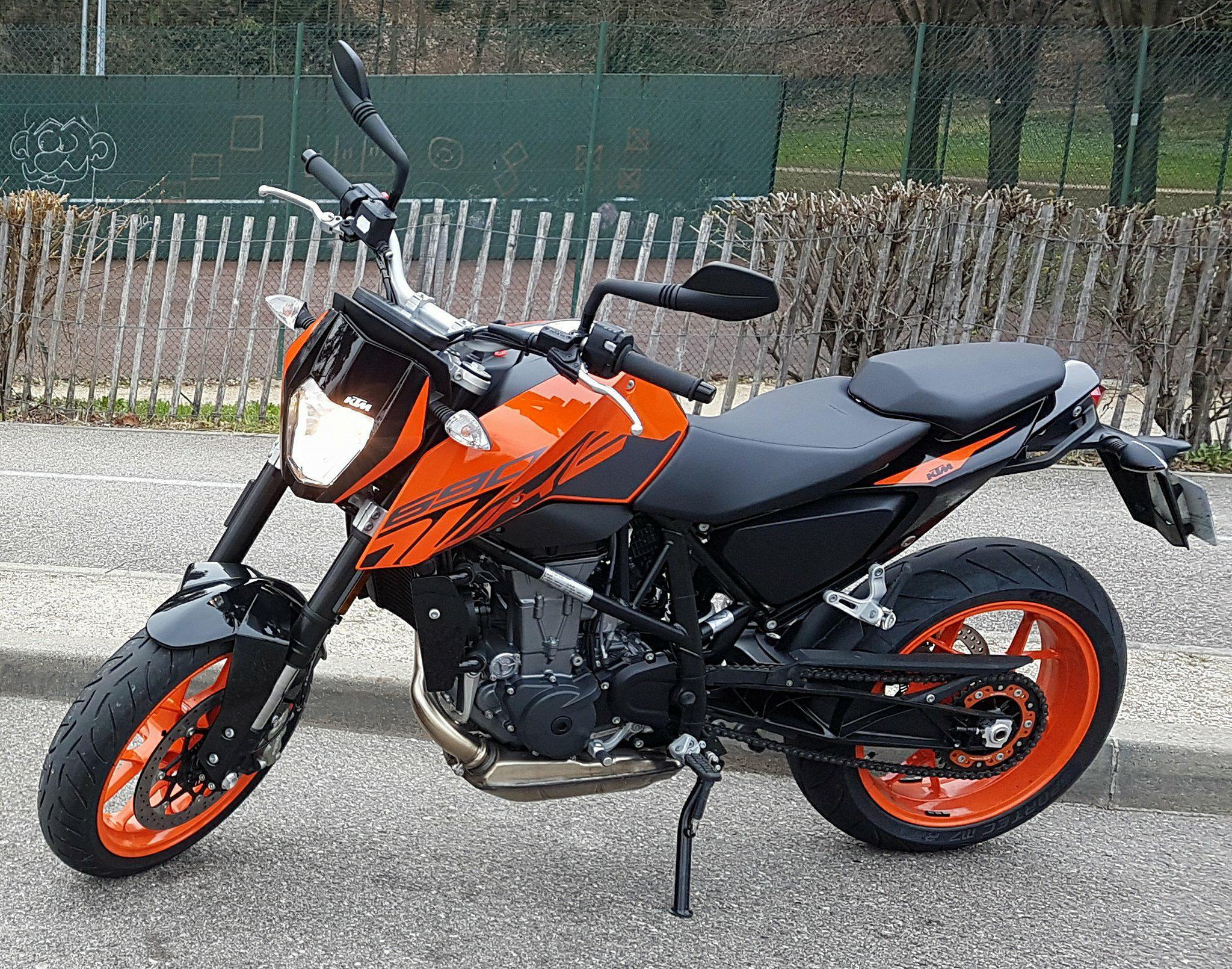
KTM Duke 690 (2018)

Die Duke IV (ABS) erschien Anfang 2012 und hat den stärksten Einzylindermotor (70 PS, Doppelzündung, Drive-by-Wire), der je im Motorrad-Serienbau verwendet wurde. Gabel und Federbein sind nicht mehr einstellbar und der Tauchrohrdurchmesser der Gabel wurde von 48 auf 43 mm reduziert. Sie ist nicht mehr mit dem Under-engine-Schalldämpfer ausgerüstet, sondern hat einen stark nach oben geneigten Endschalldämpfer aus rostfreiem Stahl. Das Pleuellager ist mit amorphem Kohlenstoff beschichtet, so konnten die Inspektionsintervalle von 7.500 auf 10.000 km angehoben werden. Die Sitzhöhe wurde um 30 mm reduziert. Im Vergleich zu den Modellen I-III ist das neue Design eher konservativ und nun eindeutig dem Segment „Naked Bike“ zuzuordnen. Die Detailverarbeitung ist nicht mehr ganz so hochwertig, wie beim Vorgängermodell (einfachere Lenkerarmaturen, Seitenständer etc.), dafür wird das neue Modell deutlich günstiger angeboten.

## 690 Duke/Duke R 2013
Den zunehmenden Trend der Motorradhersteller in dieser Zeit, nämlich einem „Basis“-Modell eine aufgewertete Variante zur Seite zu stellen, unterstrich KTM ab 2013 mit der Duke 690 R. Die Federelemente der „R“ sind voll einstellbar und haben 15 mm mehr Federweg als die des Basismodells. Der Schalldämpfer kommt vom Hersteller Akrapovic und der Rahmen wird um einen Motor/Kühlerschutzbügel ergänzt, der in das Rahmendesign integriert ist. Die Leistung des Basismodell wird nun mit 50 kW (68 PS) angegeben, während die „R“ die 51,5 kW des Vorjahresmodells behält. Weitere höherwertige Elemente wie Sitz, Gabelbrücke und teilabschaltbares ABS sind zusätzliche Unterschiede.

## Technische Daten

### Duke
|                                | First Edition                                                                       | First Edition 400                                                                   | Second Edition                                                                      | Third Edition                                                                       | Fourth Edition                                                                      | Last Edition                                                                        |
| ------------------------------ | ----------------------------------------------------------------------------------- | ----------------------------------------------------------------------------------- | ----------------------------------------------------------------------------------- | ----------------------------------------------------------------------------------- | ----------------------------------------------------------------------------------- | ----------------------------------------------------------------------------------- |
| Motor                          | flüssigkeitsgekühlter Einzylinder-Viertaktmotor, vier Ventile, eine Ausgleichswelle | flüssigkeitsgekühlter Einzylinder-Viertaktmotor, vier Ventile, eine Ausgleichswelle | flüssigkeitsgekühlter Einzylinder-Viertaktmotor, vier Ventile, eine Ausgleichswelle | flüssigkeitsgekühlter Einzylinder-Viertaktmotor, vier Ventile, eine Ausgleichswelle | flüssigkeitsgekühlter Einzylinder-Viertaktmotor, vier Ventile, eine Ausgleichswelle | flüssigkeitsgekühlter Einzylinder-Viertaktmotor, vier Ventile, eine Ausgleichswelle |
| Hubraum                        | 609 cm³                                                                             | 398 cm³                                                                             | 609 cm³                                                                             | 609 cm³                                                                             | 609 cm³                                                                             | 624,9 cm³                                                                           |
| Bohrung × Hub                  | 101 × 76 mm                                                                         | 95 × 56,2 mm                                                                        | 101 × 76 mm                                                                         | 101 × 76 mm                                                                         | 101 × 76 mm                                                                         | 101 × 78 mm                                                                         |
| Nennleistung / max. Drehmoment | 37 kW (50 PS) bei 7.250/min 57 Nm bei 6.000/min                                     |                                                                                     | 37 kW (50 PS) bei 7.250/min 57 Nm bei 6.000/min                                     | 37 kW (50 PS) bei 7.250/min 57 Nm bei 6.000/min                                     | 37 kW (50 PS) bei 7.250/min 57 Nm bei 6.000/min                                     |                                                                                     |
| Kompression                    | 10,4:1                                                                              | 10,0:1                                                                              | 10,5:1                                                                              | 10,0:1                                                                              | 10,0:1                                                                              | 11,0:1                                                                              |
| Treibstoff                     | Super (95 ROZ)                                                                      | Super (95 ROZ)                                                                      | Super (95 ROZ)                                                                      | Super (95 ROZ)                                                                      | Super (95 ROZ)                                                                      | Super (95 ROZ)                                                                      |
| Tankinhalt                     | 11,6 Liter                                                                          | 11,6 Liter                                                                          | 11,6 Liter                                                                          | 11,3 Liter                                                                          | 11,3 Liter                                                                          | 11,3 Liter                                                                          |
| Rahmen                         | Zentralrohrrahmen aus Chrom-Molybdän-Stahl                                          | Zentralrohrrahmen aus Chrom-Molybdän-Stahl                                          | Zentralrohrrahmen aus Chrom-Molybdän-Stahl                                          | Zentralrohrrahmen aus Chrom-Molybdän-Stahl                                          | Zentralrohrrahmen aus Chrom-Molybdän-Stahl                                          | Zentralrohrrahmen aus Chrom-Molybdän-Stahl                                          |
| Federweg vorne                 | 160 mm                                                                              | 160 mm                                                                              | 160 mm                                                                              | 140 mm                                                                              | 140 mm                                                                              | 140 mm                                                                              |
| Federweg hinten                | 170 mm                                                                              | 170 mm                                                                              | 170 mm                                                                              | 170 mm                                                                              | 170 mm                                                                              | 170 mm                                                                              |
| Felgen                         | vorn 3.50" × 17", hinten 4.25" × 17"                                                | vorn 3.50" × 17", hinten 4.25" × 17"                                                | vorn 3.50" × 17", hinten 4.25" × 17"                                                | vorn 3.50" × 17", hinten 4.25" × 17"                                                | vorn 3.50" × 17", hinten 4.25" × 17"                                                | vorn 3.50" × 17", hinten 4.25" × 17"                                                |
| Lenkkopfwinkel                 | 62,5°                                                                               | 62,5°                                                                               | 62,5°                                                                               | 64,2°                                                                               | 62,5°                                                                               | 62,5°                                                                               |
| Nachlauf                       | 115 mm                                                                              | 115 mm                                                                              | 115 mm                                                                              | 115 mm                                                                              | 115 mm                                                                              | 115 mm                                                                              |
| Radstand                       | 1.480 mm                                                                            | 1.480 mm                                                                            | 1.480 mm                                                                            | 1.460 mm                                                                            | 1.460 mm                                                                            | 1.460 mm                                                                            |
| Sitzhöhe                       | 880 mm                                                                              | 880 mm                                                                              | 880 mm                                                                              | 860 mm                                                                              | 860 mm                                                                              | 880 mm                                                                              |
| Leergewicht                    | 143 kg                                                                              | 143 kg                                                                              | 143 kg                                                                              | 145 kg                                                                              | 145 kg                                                                              | 145 kg                                                                              |

### Duke II
|                             | Duke II (1999–2002)                                                                 | Duke II (2003–2007)                                                                 |
| --------------------------- | ----------------------------------------------------------------------------------- | ----------------------------------------------------------------------------------- |
| Motor                       | flüssigkeitsgekühlter Einzylinder-Viertaktmotor, vier Ventile, eine Ausgleichswelle | flüssigkeitsgekühlter Einzylinder-Viertaktmotor, vier Ventile, eine Ausgleichswelle |
| Hubraum                     | 624,9 cm³                                                                           | 624,9 cm³                                                                           |
| Bohrung × Hub               | 101 × 78 mm                                                                         | 101 × 78 mm                                                                         |
| Nennleistung                | 40 kW (55 PS) bei 7.250/min                                                         | 40 kW (55 PS) bei 7.500/min                                                         |
| max. Drehmoment             | ?                                                                                   | 60 Nm bei 5.500/min                                                                 |
| Primärantrieb /-übersetzung | geradeverzahnte Stirnräder / 30:81                                                  | geradeverzahnte Stirnräder / 31:79                                                  |
| Kompression                 | 11,01:1                                                                             | 11,5:1                                                                              |
| Treibstoff                  | Super (95 ROZ)                                                                      | Super (95 ROZ)                                                                      |
| Tankinhalt                  | ca. 12 Liter                                                                        | ca. 12 Liter                                                                        |
| Rahmen                      | Zentralrohrrahmen aus Chrom-Molybdän-Stahl Rahmenheck: Chrom-Molybdän-Stahl         | Zentralrohrrahmen aus Chrom-Molybdän-Stahl Rahmenheck: Chrom-Molybdän-Stahl         |
| Federweg vorne              | 140 mm                                                                              | 140 mm                                                                              |
| Federweg hinten             | 170 mm                                                                              | 170 mm                                                                              |
| Felge vorn                  | 3.50" × 17" BBS, Leichtmetallguss                                                   | 3.50" × 17" Brembo, Leichtmetallguss                                                |
| Felge hinten                | 4.50" × 17" BBS, Leichtmetallguss                                                   | 4.50" × 17" Brembo, Leichtmetallguss                                                |
| Lenkkopfwinkel              | 62,5°                                                                               | 62,5°                                                                               |
| Nachlauf                    | 109 mm                                                                              | 109 mm                                                                              |
| Radstand                    | 1.460 mm                                                                            | 1.460 mm                                                                            |
| Sitzhöhe                    | 860 mm                                                                              | 860 mm                                                                              |
| Leergewicht                 | 161 kg (Fahrzeugschein)                                                             | 161 kg (Fahrzeugschein)                                                             |

### 690 Duke
|                             | 690 Duke III (2008–2011)                                                              |
| --------------------------- | ------------------------------------------------------------------------------------- |
| Motor                       | flüssigkeitsgekühlter Einzylinder-Viertaktmotor, vier Ventile                         |
| Hubraum                     | 654 cm³ (Duke R: 690 cm³)                                                             |
| Bohrung × Hub               | 102 × 80 mm (Duke R: 102 × 84,5 mm)                                                   |
| Nennleistung                | 48 kW (65 PS) bei 7.500/min Duke R: 51,5 kW (70 PS)                                   |
| max. Drehmoment             | 67 Nm bei 5.500/min Duke R: 70 Nm                                                     |
| Kompression                 | 11,8:1                                                                                |
| Primärantrieb /-übersetzung | 36:79 / 16:40                                                                         |
| Treibstoff                  | Super (95 ROZ)                                                                        |
| Tankinhalt                  | ca. 13,5 Liter / 2,5 Liter Reserve                                                    |
| Rahmen                      | Gitterrohrrahmen aus Chrom-Molybdän-Stahl / Rahmenheck Aluminium geschweißt (Al 7020) |
| Lenkkopfwinkel              | 63,5°                                                                                 |
| Nachlauf                    | 115 mm                                                                                |
| Federweg vorne              | 140 mm                                                                                |
| Federweg hinten             | 140 mm                                                                                |
| Felgen vorne / hinten       | 3.50 × 17"; 5.00 × 17"                                                                |
| Bereifung vorne / hinten    | 120/70 R 17 M/C 58H TL; 160/60 R 17 M/C 69H TL keine Reifen-/Herstellerbindung        |
| Radstand                    | 1.472 ± 10 mm                                                                         |
| Sitzhöhe                    | 865 mm                                                                                |
| Leergewicht                 | ca. 148,5 kg (Duke R: 148 kg)                                                         |

### 690 Duke 4
|                             | 690 Duke IV (2012)                                                       |
| --------------------------- | ------------------------------------------------------------------------ |
| Motor                       | flüssigkeitsgekühlter Einzylinder-Viertaktmotor, vier Ventile            |
| Hubraum                     | 690 cm³                                                                  |
| Bohrung × Hub               | 102 × 84,5 mm                                                            |
| Nennleistung                | 51,5 kW (70 PS) bei 7.500/min                                            |
| max. Drehmoment             | 70 Nm bei 5.500/min                                                      |
| Kompression                 | 12,6:1                                                                   |
| Primärantrieb /-übersetzung | 36:79 / 16:40                                                            |
| Treibstoff                  | Super (95 ROZ)                                                           |
| Tankinhalt                  | ca. 14 Liter / 3,2 Liter Reserve                                         |
| Rahmen                      | Gitterrohrrahmen aus Chrom-Molybdän-Stahl / Rahmenheck aus Aluminiumguss |
| Lenkkopfwinkel              | 63,5°                                                                    |
| Nachlauf                    | 115 mm                                                                   |
| Federweg vorne              | 135 mm                                                                   |
| Federweg hinten             | 135 mm                                                                   |
| Felgen vorne / hinten       | 3.50 × 17"; 5.00 × 17"                                                   |
| Bereifung vorne / hinten    | 120/70 ZR 17; 160/60 ZR 17                                               |
| Radstand                    | 1.466 mm                                                                 |
| Sitzhöhe                    | 835 mm                                                                   |
| Leergewicht                 | ca. 146 kg                                                               |

### 690 Duke 5
| [ 2 ]                       | 690 Duke V (A2) (2016)                                        | 690 Duke R V (B2) (2016)                                      |
| --------------------------- | ------------------------------------------------------------- | ------------------------------------------------------------- |
| Motor                       | flüssigkeitsgekühlter Einzylinder-Viertaktmotor, vier Ventile | flüssigkeitsgekühlter Einzylinder-Viertaktmotor, vier Ventile |
| Hubraum                     | 693 cm³                                                       | 693 cm³                                                       |
| Bohrung × Hub               | 105 × 80 mm                                                   | 105 × 80 mm                                                   |
| Nennleistung                | 54 kW (73,4 PS) bei 8.000/min                                 | 55 kW (75 PS) bei 8.000/min                                   |
| max. Drehmoment             | 74 Nm bei 6.500/min                                           | 74 Nm bei 6.500/min                                           |
| Kompression                 |                                                               |                                                               |
| Primärantrieb /-übersetzung | 36:79 / 16:40                                                 | 36:79 / 16:40                                                 |
| Treibstoff                  | Super (95 ROZ)                                                | Super (95 ROZ)                                                |
| Tankinhalt                  | 14 Liter                                                      | 14 Liter                                                      |
| Rahmen                      | Stahl-Gitterrohrrahmen mit angeschraubtem Alu-Rahmenheck      | Stahl-Gitterrohrrahmen mit angeschraubtem Alu-Rahmenheck      |
| Lenkkopfwinkel              | 63,5°                                                         | 63,5°                                                         |
| Nachlauf                    | 115 mm                                                        | 115 mm                                                        |
| Federweg vorne              | 135 mm                                                        | 150 mm                                                        |
| Federweg hinten             | 135 mm                                                        | 150 mm                                                        |
| Felgen vorne / hinten       | 3.50 × 17"; 5.00 × 17"                                        | 3.50 × 17"; 5.00 × 17"                                        |
| Bereifung vorne / hinten    | 120/70 ZR 17; 160/60 ZR 17                                    | 120/70 ZR 17; 160/60 ZR 17                                    |
| Radstand                    | 1.466 mm                                                      | 1.466 mm                                                      |
| Sitzhöhe                    | 835 mm                                                        | 865 mm                                                        |
| Leergewicht                 | ca. 148,5 kg                                                  | ca. 147,5 kg                                                  |